# Narathu (król Pinya)
Narathu (birm. နရသူ (ပင်းယ) /nəɹəθù/; 1333–1364?) – przedostatni król Królestwa Pinya w latach 1359–1364.
Jako trzeci syn króla Kyawswy I wstąpił na tron po swoim bracie królu Kyawswie II w grudniu 1359 roku, w czasie gdy zaczęły nasilać się najazdy Szanów z północy. Celem tych najazdów było zarówno jego królestwo, jak i rywalizujące z nim Królestwo Sikongu znajdujące się po drugiej stronie rzeki Irawadi.
W roku 1364 król Narathu opracował plan pokonania rywalizującego z jego królestwem Sikongu oraz nieznośnych szańskich najeźdźców z północy. Zawiązał on sojusz z saopha z Mogaung, aby wspólnie zaatakować Sikong. Kiedy jednak siły Mogaung zaatakowały Sikong, armie Pinya biernie obserwowały sytuację z drugiego brzegu rzeki. Ale pechowo dla Narathu, jego plan spalił na panewce. Siły Mogaung zdobyły Sikong samodzielnie, a następnie, mszcząc się za zdradę Narathu, obróciły swój atak przeciwko Pinya. Wojska Szanów przeprawiły się przez rzekę, zdobyły miasto Pinya. Narathu został pojmany i doprowadzony do Mogaung jako jeniec. Jest on znany w historii birmańskiej pod przydomkiem Maw-Pa Min (မောပါမင်း /mɔ́ pà mɪ́ɴ/; pol. Król zabrany do kraju Maw (Szan)).
Chociaż po swoich najazdach Szanowie nie okupowali środkowej Birmy, pozostawiły one ten region w opłakanym stanie. Najstarszy brat Narathu, Uzana II objął po nim tron Pinya, ale utrzymał się na nim tylko trzy miesiące.